# Anthurium timplowmanii
Anthurium timplowmanii är en kallaväxtart som beskrevs av Thomas Bernard Croat. Anthurium timplowmanii ingår i släktet Anthurium och familjen kallaväxter. Inga underarter finns listade.